# Sme (quotidien)
Pour les articles homonymes, voir Sme.
Sme (stylisé SME) ou Denník Sme (litt. « Nous sommes "Quotidien" ») est un quotidien en slovaque. Il fait partie des journaux grand format généralistes les plus lus de Slovaquie, avec un tirage de 80 000 exemplaires. Son site internet est l'un des portails web les plus visités de Slovaquie.

## Histoire
Il nait en 1993 quand la rédaction du journal Smena (équipe, poste) se scinde en deux. Sme (Nous sommes) est le plus important quotidien slovaque de tendance libérale. Il a joué un rôle important dans la campagne électorale des élections législatives slovaques de 2010 comme journal d'opposition au premier ministre de l'époque Robert Fico.